# Neonesthes capensis
Neonesthes capensis és una espècie de peix de la família dels estòmids i de l'ordre dels estomiformes.

## Morfologia
- Els mascles poden assolir 17 cm de longitud total.[2][3]

## Alimentació
Menja peixos i crustacis.

## Hàbitat
És un peix marí i d'aigües profundes que viu entre 70-1.650 m de fondària.

## Distribució geogràfica
Es troba a l'Atlàntic oriental (des del sud de Portugal fins a Mauritània, i des de Namíbia fins a Sud-àfrica), l'Atlàntic occidental (des dels Estats Units fins al Golf de Mèxic -incloent-hi l'oest del Carib-, i des del Brasil fins a l'Argentina), l'Índic, la Mar d'Aràbia i el Pacífic (incloent-hi àrees properes a Hawaii).